# Список колледжей и университетов Чикаго
Список колледжей и университетов Чикаго — статья-список колледжей и университетов Большого Чикаго.
С 1850-х годов Чикаго стал одним из мировых центров высшего образования и научных исследований благодаря ряду университетов, находящихся в самом городе или в его окрестностях. Эти учебные заведения постоянно находятся в рейтинге лучших «Национальных университетов» Соединённых Штатов согласно оценкам, даваемым журналом U.S. News & World Report.

## Общественные и младшие колледжи

### Государственные учреждения
- Городские колледжи Чикаго[англ.]
  - Колледж Гарольда Вашингтона[англ.]
  - Колледж Кеннеди-Кинг[англ.]
  - Колледж Малкольма[англ.]
  - Колледж Олив-Харви[англ.]
  - Колледж Ричарда Дейли[англ.]
  - Колледж Трумэна
  - Колледж Уилбура Райта[англ.]
- Колледж Дюпейдж[англ.] (Глен-Эллин[англ.])
- Колледж округа Лейк[англ.] (Грейслейк[англ.])
- Общественный колледж Элджина[англ.] (Элджин)
- Колледж Харпера[англ.] (Палатин)
- Младший колледж Джолиет[англ.] (Джолиет)
- Колледж округа Макгенри[англ.] (Кристал-Лейк)
- Общественный колледж Морейн-Вэлли[англ.] (Палос-Хиллз[англ.])
- Колледж Мортона[англ.] (Сисеро)
- Общественный колледж Октона[англ.] (Дес-Плейнс, Скоки)
- Государственный колледж Прери[англ.] (Чикаго-Хайтс)
- Южный пригородный колледж[англ.] (Саут-Холланд[англ.])
- Колледж Тритона[англ.] (Ривер-Гроув[англ.])
- Общественный колледж Уобонси[англ.] (Шугар-Гроув[англ.])

### Частные учреждения
- Колледж Маккормака[англ.] (Чикаго)

## Колледжи, дающие степень бакалавра и выше
- Американская академия искусств
- Колумбийский колледж в Чикаго[англ.]
- Флэшпойнт Чикаго[англ.]
- Еврейский богословский колледж[англ.] (Скоки)
- Колледж Лейк-Форест[англ.] (Лейк-Форест)
- Библейский институт Муди
- Северо-центральный колледж[англ.] (Нейпервилл)
- Колледж Святого Августина[англ.]
- Школа Чикагского института искусств
- Тельше Ешива[англ.]
- Христианский колледж Троицы[англ.] (Палос-Хайтс[англ.])
- Музыкальный колледж Вандеркука[англ.]
- Колледж Уитона[англ.] (Уитон)

## Университеты и аспирантуры

### Государственные учреждения
- Чикагский государственный университет
- Губернаторский государственный университет[англ.] (Юниверсити-Парк[англ.])
- Северо-восточный университет Иллинойса
- Северный иллинойсский университет[англ.] (Де-Калб)
- Иллинойсский университет в Чикаго

### Частные учреждения
- Университет Ороры[англ.] (Орора)
- Бенедиктинский университет[англ.] (Лайл[англ.])
- Университет Конкордия в Чикаго[англ.] (Ривер-Форест[англ.])
- Университет Де Поля
- Доминиканский университет[англ.] (Ривер-Форест)
- Восточно-западный университет[англ.]
- Университет Элмхерста[англ.] (Элмхерст)
- Иллинойсский технологический институт (Чикаго и Уитон)
- Университет Джадсона[англ.] (Элджин)
- Колледж Кендалла[англ.]
- Университет Льюиса[англ.] (Ромеовилл[англ.])
- Университет Лойолы в Чикаго[англ.]
- Среднезападный университет[англ.] (Даунерс-Гроув)
- Национальный университет Луи[англ.]
- Национальный университет медицинских наук[англ.] (Ломбард)
- Университет Норт-Парка[англ.] (Норт-Парк[англ.], Чикаго)
- Северо-Западный университет (Эванстон и Чикаго)
- Университет Оук-Пойнта[англ.] (Эванстон и Чикаго)
- Университет Рузвельта[англ.]
- Университет Св. Хавьера[англ.]
- Международный университет Тринити[англ.] (Дирфилд[англ.])
- Чикагский университет
- Университет св. Франциска[англ.] (Джолиет)
- Университет Святой Марии на озере[англ.] (Манделейн[англ.])

### Программы, только для выпускников и профессионалов

#### Бизнес
- Школа бизнеса им. Бута
- Шаблон:Школа менеджмента Келлогга
- Келлштадтская высшая школа бизнеса[англ.]
- Высшая школа менеджмента Лейк-Форест[англ.]
- Высшая школа бизнеса Лиото[англ.]

#### Право
- Чикагско-Кентский юридический колледж[англ.]
- Юридический колледж Университета Депола[англ.]
- Юридический факультет Чикагского университета Лойолы[англ.]
- Юридический колледж Университета Северного Иллинойса[англ.]
- Притцкеровская школа права Северо-Западного университета[англ.]
- Юридический факультет Чикагского университета Иллинойса[англ.]
- Школа права Чикагского университета

#### Медицина, стоматология и здравоохранение
- Чикагский колледж остеопатической медицины[англ.]
- Медицинская школа Файнберга[англ.]
- Иллинойсский колледж оптометрии[англ.]
- Среднезападный университет[англ.]
- Притцкеровская школа медицины[англ.]
- Университет медицины и науки Розалинды Франклин[англ.]
- Университет Раша[англ.]
- Медицинская школа Стрича[англ.]
- Фармацевтический колледж UIC[англ.]
- Стоматологический колледж Чикагского университета Иллинойса[англ.]
- Медицинский колледж Иллинойсского университета[англ.]

#### Религиозный и богословский
- Бексли-Холл

#### Социальная наука
- Университет Адлера[англ.]

#### Технологии и другие области
- Институт систем знаний (Скоки)
- Технологический институт Toyota в Чикаго[англ.]

## Коммерческие
- Американский межконтинентальный университет (Шомберг)
- Университет Чемберлена[англ.] (Эддисон[англ.])
- Колледж Койн[англ.] (Чикаго)
- Университет Деври[англ.] (Чикаго)
- Колледж Фокса[англ.] (Бедфорд-Парк[англ.], Тинли-Парк)
- Иллинойсский центр радиовещания (Чикаго, Ломбард)[1]
- Среднезападный колледж восточной медицины[англ.] (Чикаго)
- Северо-западный колледж[англ.] (Чикаго, Бриджвью[англ.])
- Тихоокеанский колледж здоровья и науки[англ.] (Чикаго)
- Университет Расмуссена[англ.] (Орора, Мокена[англ.], Ромеовиль[англ.])
- Институт бизнеса Тейлора[англ.] (Чикаго)
- Универсальный технический институт[англ.] (Лайл[англ.])
- Университет Феникса[англ.] (Шомберг)

## Несуществующие
- Американская музыкальная консерватория[англ.]